# Adi Nalić
Adi Nalić (Sölvesborg, 1º dicembre 1997) è un calciatore bosniaco con cittadinanza svedese, centrocampista o attaccante svincolato.

## Biografia
È figlio dell'ex calciatore bosniaco Zlatan Nalić e nipote dell'ex calciatore Mesud Nalić.

## Caratteristiche tecniche
È un centrocampista offensivo.

## Carriera

### Club
Cresciuto nel settore giovanile del Mjällby, è stato promosso in prima squadra nell'agosto del 2016. Ha esordito in campionato l'11 settembre 2016 disputando l'incontro di terza divisione pareggiato 1-1 contro il Tvååkers IF.
Nel dicembre del 2016 è stato annunciato il suo ingaggio da parte del Landskrona BoIS, trasferimento valido a partire dalla riapertura del mercato di gennaio. Al termine del suo primo anno in bianconero, la squadra ha raggiunto la promozione in seconda serie. La permanenza del Landskrona BoIS nel campionato di Superettan è durata solo un anno vista la retrocessione, ma Nalić ha avuto comunque modo di mettersi in mostra.
Prima dell'inizio della stagione 2019, Nalić si è trasferito a parametro zero al Malmö FF con un contratto di quattro anni. Quell'annata, tuttavia, il giovane giocatore l'ha disputata in prestito all'AFC Eskilstuna, squadra neopromossa nell'Allsvenskan 2019 con cui ha avuto un minutaggio maggiore rispetto a quello che avrebbe avuto a Malmö. Il 31 marzo 2019 ha debuttato in Allsvenskan in occasione della sfida casalinga vinta 3-1 contro l'IFK Göteborg. A fine campionato l'AFC è retrocesso, ma le prestazioni di Nalić sono state elogiate dalla stampa e dal ds del Malmö Daniel Andersson che lo ha richiamato alla base per l'anno seguente. Al Malmö ha fatto parte della squadra vincitrice dell'Allsvenskan 2020, contribuendo con 20 presenze, di cui 5 da titolare. L'anno seguente ha contribuito con 6 gol e 3 assist alla conquista di un nuovo titolo nazionale, oltre ad essere stato il giocatore del Malmö con più presenze stagionali in Allsvenskan (29, di cui però solo 15 dal primo minuto). La sua stagione 2022 invece si è interrotta dopo sole quattro giornate di campionato, a seguito del grave infortunio al legamento crociato occorsogli nella trasferta del 21 aprile sul campo dell'IFK Värnamo.
Nel gennaio seguente è approdato a parametro zero all'Hammarby con un contratto fino al 2024 con un'opzione per un ulteriore anno. Nel dicembre 2023, tuttavia, le due parti hanno concordato una rescissione anticipata, anche a fronte della volontà del giocatore di intraprendere un'esperienza altrove.

### Nazionale
Nato in Svezia, ha scelto di rappresentare la Bosnia ed Erzegovina, nazionale delle sue origini; debutta con la selezione bosniaca il 2 giugno 2021 in amichevole contro il Montenegro (0-0).

## Statistiche
Statistiche aggiornate al 10 gennaio 2023.

### Presenze e reti nei club
| Stagione          | Squadra           | Campionato        | Campionato | Campionato | Coppe nazionali | Coppe nazionali | Coppe nazionali | Coppe continentali | Coppe continentali | Coppe continentali | Altre coppe | Altre coppe | Altre coppe | Totale | Totale | Totale |
| Stagione          | Squadra           | Comp              | Pres       | Reti       | Comp            | Pres            | Reti            | Comp               | Pres               | Reti               | Comp        | Pres        | Reti        | Pres   | Reti   |        |
| ----------------- | ----------------- | ----------------- | ---------- | ---------- | --------------- | --------------- | --------------- | ------------------ | ------------------ | ------------------ | ----------- | ----------- | ----------- | ------ | ------ | ------ |
| 2016              | Mjällby           | D1                | 5          | 0          | CS              | 0               | 0               |                    | -                  | -                  |             | -           | -           | 5      | 0      |        |
| 2017              | Landskrona BoIS   | D1                | 23         | 3          | CS              | 3               | 2               |                    | -                  | -                  |             | -           | -           | 26     | 5      |        |
| 2018              | Landskrona BoIS   | S1                | 27         | 5          | CS              | 2               | 1               |                    | -                  | -                  |             | -           | -           | 29     | 6      |        |
| 2019              | Landskrona BoIS   | S1                | 0          | 0          | CS              | 1               | 0               |                    | -                  | -                  |             | -           | -           | 1      | 0      |        |
| Totale Landskrona | Totale Landskrona | Totale Landskrona | 50         | 8          |                 | 6               | 3               |                    | -                  | -                  |             | -           | -           | 56     | 11     |        |
| 2019              | Malmö FF          | A                 | 0          | 0          | CS              | 1               | 0               |                    | -                  | -                  |             | -           | -           | 1      | 0      |        |
| 2019              | AFC Eskilstuna    | A                 | 20         | 5          | CS              | 1               | 1               |                    | -                  | -                  |             | -           | -           | 21     | 6      |        |
| 2020              | Malmö FF          | A                 | 20         | 2          | CS              | 2               | 1               | UEL+UEL            | 2+3                | 0+1                |             | -           | -           | 27     | 4      |        |
| 2021              | Malmö FF          | A                 | 29         | 6          | CS              | 2               | 0               | UEL                | 5+5                | 0                  |             | -           | -           | 41     | 6      |        |
| 2022              | Malmö FF          | A                 | 4          | 0          | CS              | 2               | 1               | UEL+UEL            | 0                  | 0                  |             | -           | -           | 6      | 1      |        |
| Totale Malmö      | Totale Malmö      | Totale Malmö      | 53         | 8          |                 | 7               | 2               |                    | 15                 | 1                  |             | -           | -           | 75     | 11     |        |
| 2023              | Hammarby          | A                 | -          | -          | CS              | -               | -               | -                  | -                  | -                  | -           | -           | -           | -      | -      |        |
| Totale carriera   | Totale carriera   | Totale carriera   | 128        | 21         |                 | 14              | 6               |                    | 15                 | 1                  |             | -           | -           | 157    | 28     |        |

## Palmarès

### Club

#### Competizioni nazionali
- Campionato svedese: 2

Malmö FF: 2020, 2021
- Coppa di Svezia: 1

Malmö FF: 2021-2022